# Venusto Papini
Pour les articles homonymes, voir Papini.
Venusto Papini (né le 3 juin 1899 à Colle di Val d'Elsa et mort le 17 février 1980  dans la même commune) est un peintre italien du XXe siècle.